# Merenius recurvatus
Merenius recurvatus is een spinnensoort uit de familie van de loopspinnen (Corinnidae).
De wetenschappelijke naam van de soort werd in 1906 als Castaneira recurvata gepubliceerd door Embrik Strand.